# 迈伦·杰克逊
迈伦·杰克逊（英語：Myron Jackson，1964年5月6日—），美国NBA联盟前职业篮球运动员。他在1986年的NBA选秀中第4轮第15顺位被达拉斯小牛选中。